# Менесфей (афинский флотоводец)
Менесфей (др.-греч. Μενεσθεύς) — афинский военачальник IV века до н. э.
Менесфей родился в семье знаменитого военачальника Ификрата и одрисской царевны Фрессы. В 356 году до н. э. он вместе с отцом и тестем Тимофеем был назначен командующим афинским флотом. Вскоре его обвинили в растрате крупных денежных сумм и судили. Процесс над тремя навархами стал одним из наиболее громких судебных разбирательств в Афинах IV века до н. э. Впоследствии Менесфей несколько раз становился триерархом и главнокомандующим афинским флотом.

## Биография
Менесфей родился в семье знаменитого афинского военачальника Ификрата и одрисской царевны Фрессы, дочери или сестры фракийского царя Котиса I. Менесфей, по мнению канадского историка В. Хеккеля, родился около 381 года до н. э. У. Карштедт отмечал, что афиняне могли занимать пост стратега с 30-летнего возраста. Историк подчёркивал, что Менесфей впервые получил эту должность в 356 году до н. э. Учитывая, что брак Ификрата датируют первой половиной 380-х годов до н. э., то Менесфей, по мнению У. Карштедта, родился около 386 года до н. э. Корнелий Непот передаёт историю, что когда однажды Менесфея спросили, кого он больше почитает, отца или мать, тот ответил, что мать. Всем это показалось странным. Но юноша пояснил, что судит родителей по заслугам: «ведь отец, насколько это от него зависело, родил меня фракийцем, а мать, напротив — афинянином». В 362 году до н. э. Менесфей женился на дочери знаменитого военачальника Тимофея — так породнились их отцы, являвшиеся давними соперниками.
Во время Союзнической войны Менесфей вместе с отцом и тестем, по словам Корнелия Непота, «обладавших великим авторитетом и приставленных, чтобы он пользовался их советом», был выбран в коллегию стратегов на 356/355 год до н. э. В битве при Эмбате, сославшись на надвигающийся сильный шторм, они отказались начинать бой, поэтому Харес, оставшись без поддержки, потерпел поражение. Тот отправил в Афины обличительное донесение, которое было развито оратором Аристофонтом, сотрудничавшим с Харесом на протяжении ряда лет. Менесфею, как утверждал Исократ, была инкриминирована растрата денежных средств, выделенных флоту. По замечанию Т. В. Кудрявцевой, обвинение, по всей видимости, было выдвинуто в форме исангелии — жалобы о государственном преступлении и последовало после отчёта стратегов. Менесфей с отцом Ификратом были оправданы, а Тимофей оштрафован на громадную сумму в 100 талантов. По мнению Т. В. Кудрявцевой, этот процесс стал одним из наиболее громких судебных разбирательств в Афинах IV века до н. э.
Впоследствии Менесфей несколько раз становился триерархом, что предполагало общественную повинность по содержанию боевого корабля. Плутарх охарактеризовал Менесфея человеком, который приобретал вес и влияние, руководя войсками.
В первой половине 333 года до н. э. Александр Македонский в Гордионе назначил Гегелоха и Амфотера военачальниками македонского флота в Эгейском море и выделил им 500 талантов для создания эскадры. Миссия Гегелоха и Амфотера была крайне важной для успеха всего похода. Персидский флот мог отрезать войско Александра от Македонии, тем самым лишив его возможности получать пополнение. О важности миссии также косвенным образом свидетельствует та громадная сумма, которую Александр выделил для создания флота (до начала Восточного похода в македонской казне было всего лишь 70 талантов). В связи с угрозой со стороны персидского флота Гегелох был вынужден пойти на захват торговых судов, которые шли через Геллеспонт, с последующим зачислением их экипажей в македонский флот. Такие экстраординарные действия не только нарушали условия Коринфского договора между Македонией и греческими полисами о свободе мореплавания и торговли, но и ставили под угрозу поставки зерна в Афины. На этом фоне афиняне снарядили флот из 100 кораблей, командовать которым поручили Менесфею. Однако, дело до вооружённого столкновения между афинским флотом Менесфея и македонским Гегелоха не дошло.
Менесфей умер до 325/4 года до н. э., о чём свидетельствуют данные эпиграфики. В этом году один из долгов Менесфея был выплачен его наследниками.